# جلكى نهرية شمالية
جلكى نهرية شمالية (الاسم العلمي:Ichthyomyzon fossor) هي نوع من الحيوانات المائية يتبع جنس الجلكى السمكية من فصيلة الجلكية.